# Kljoetsji (kraj Kamtsjatka)
Kljoetsji (Russisch: Ключи) is een plaats (posjolok) en voormalige stad in het gemeentelijk district Oest-Kamtsjatski van de Russische kraj Kamtsjatka, op ongeveer 450 kilometer ten noorden van Petropavlovsk-Kamtsjatski. De plaats ligt aan de zuidelijke oever van de rivier de Kamtsjatka aan de voet van de vulkaan Kljoetsjevskaja Sopka (hoogste berg van heel Siberië), die 30 kilometer zuidelijker ligt. De plaats had in 2002 ongeveer 7.000 inwoners, een daling van meer dan 4.000 inwoners sinds 1989. Bij de plaats bevinden zich heetwaterbronnen.

## Klimaat
Kljoetsji ligt in een gebied met een landklimaat met koude winters en vrij warme zomers. In de zomer loopt de temperatuur vaak op tot 30 °C of meer. In de winter kan deze dalen tot -40 °C. Gemiddeld genomen komt het klimaat van Kljoetsji overeen met het klimaat van plaatsen in het Verre Oosten op dezelfde breedtegraad, maar het landklimaat is er minder uitgesproken. De natste maand is januari, de droogste maanden zijn april en mei. Het absolute minimum in december komt overeen met dat in januari in Moskou en het minimum van januari is hetzelfde als dat op het oude weerstation in Omsk.
| Maand                                   | jan   | feb   | mrt   | apr   | mei   | jun  | jul  | aug  | sep  | okt   | nov   | dec   | Jaar  |
| --------------------------------------- | ----- | ----- | ----- | ----- | ----- | ---- | ---- | ---- | ---- | ----- | ----- | ----- | ----- |
| Hoogste maximum (°C)                    | 5,8   | 3,7   | 7,4   | 17,4  | 28,4  | 30   | 31,1 | 29,6 | 23,3 | 17,7  | 11,6  | 5,3   | 31,1  |
| Gemiddeld maximum (°C)                  | −12,9 | −9,3  | −3,6  | 2,3   | 9,8   | 17,7 | 20,7 | 18,8 | 13,7 | 6,3   | −2,9  | −10,3 | 4,3   |
| Gemiddelde temperatuur (°C)             | −16,6 | −13,5 | −8,3  | −1,7  | 5,2   | 12,2 | 15,6 | 14,1 | 9,1  | 2,8   | −6    | −13,9 | −0    |
| Gemiddeld minimum (°C)                  | −20,4 | −17,6 | −12,8 | −5,7  | 1     | 7,1  | 11,1 | 10,2 | 5,1  | −0,3  | −9,1  | −17,5 | −4    |
| Laagste minimum (°C)                    | −48,6 | −42   | −36,7 | −26,5 | −10,3 | −3,7 | 2,3  | −1,3 | −7,2 | −19,3 | −33,8 | −42,2 | −48,6 |
| Bron: (ru) Pogoda i klimat (archiefurl) |       |       |       |       |       |      |      |      |      |       |       |       |       |

## Geschiedenis

### Kozakkenvesting
De plaats werd gesticht als een van de eerste Kozakkenwinternederzettingen op Kamtsjatka begin 18e eeuw door sotnik Timofej Kobelev met de naam Nizjnekamtsjatsk. In de winter van 1701/1702 werd de plaats opgezet als een jasakverzamelpunt aan de instroom van de Kootsj (Jelovka) in de Oejkoal (Kamtsjatka). Vandaaruit werd de jasak, die werd verzameld onder de Itelmenen en Kamtsjadalen in de buurt van de plaats, vervoerd naar Anadyrsk en vandaar verder naar Jakoetsk. Kobelevs opvolger Michail Zinovjev verplaatste deze winternederzetting in 1704 naar een nieuwe locatie en liet een houten pallisademuur eromheen bouwen ter verdediging. Tussen 1705 en 1706 liet koopman Kolesov nabij de winternederzetting een ostrog bouwen met een omtrek van 30 sazjen (± 64 meter) en een hoogte van 2,5 sazjen (± 5,3 meter). Volgens de Rospisnomoe spiskoe uit 1723 bevond zich er een jasakkantoor, atamanhuis (met 11 atamannen), toren, graanschuur, opslagplaatsen voor scheepsgoederen en bedrijfjes. In het garnizoen dat bij de ostrog hoorde bevonden zich toen 80 Kozakken en bojarenzonen, 9 handelslieden en 2 kanonnen. In 1717, tijdens een expeditie voeren Kozakken voor het eerst van Ochotsk naar Nizjnekamtsjatskoje en verklaarden dat de plaats tot de derde Russische haven aan de Grote Oceaan. Tussen 1728 en 1729 verbleef Vitus Bering er meerdere malen tijdens de Eerste Kamtsjatka-expeditie. Hij liet de Itelmenen die voor hem bagage wilden dragen tijdens zijn expeditie vrijstellen van de jasak. Toen hij echter weer was vertrokken weigerden de Kozakken zijn bevel uit te voeren, bang als ze waren voor sancties vanuit Jakoetsk en lieten daarom de inheemse bevolking de jasak over de jaren daarvoor alsnog betalen. Dit leidde mede tot de Kamtsjadalenopstand, die werd geleid door Fjodor Chartsjin, waarbij vele Russische nederzettingen werden verwoest, waaronder Nizjnekamtsjatsk in 1731. De plaats lag een tijdlang verlaten, alvorens ze weer werd opgebouwd op een andere locatie, aan het Sjantalmeer (nu Azjabatsjemeer), midden jaren 30. De Kamtsjadalen van Nizjnekamtsjatsk werden verplaatst naar de rivier Kozyrevka.

### Kroonboerennederzetting
In 1717 had kozak Ivan Kozyrevski (zichzelf omgedoopt tot monnik Ignatius) een hermitage gesticht aan de rivier de Kljoetsjevska en was er samen met andere monniken begonnen met het met succes verbouwen van groenten en het bakken van brood. De tsaristische overheid hoorde van het succes met het verbouwen van planten en besloot om kroonboeren naar Kamtsjatka te sturen en er de landbouw te introduceren door er een aantal boerendorpjes te stichten. Een hiervan was het dorpje Kljoetsji dat in 1741 op de oude locatie van Nizjnekamtsjatsk werd gesticht door boeren uit de regio rond de Lena. Deze kroonboeren waren echter weinig gemotiveerd om er landbouw te bedrijven, daar ze de opbrengst toch moesten afstaan aan de staat en de oogsten mislukten in de eerste jaren dan grotendeels door verrotting en vorst. Ze gingen over op de jacht en visserij, die ze afkeken van de Itelmenen, waarmee niet zelden relaties werden aangegaan. Elke nieuwe bestuurder probeerde weer om de landbouw van de grond te krijgen, maar dit leverde veelal weinig op. Hoewel de inwoners anderhalve eeuw als 'boeren' stonden geregistreerd, wisten ze na verloop van decennia niets meer van de landbouw af.

### Sovjetperiode en recente geschiedenis
Na de Russische Revolutie werden er visserij- en landbouwkolchozen opgezet, vooral gericht op het verbouwen van aardappelen.
De plaats maakte een snelle groei door als gevolg van de opzet van een houtkapbedrijf en een bosbouwbedrijf in 1932. Hout was benodigd voor viskisten, onderdelen van koengassen (Verre-Oosterse vissersboten) en voor de bouw van barakken en huizen in de vissersdorpen op de oost- en westkust van Kamtsjatka. Met de groei van de visserij, groeide ook de plaats. De kolchoz werd omgezet naar een grotere sovchoz, waar groenten werden verbouwd en melk werd geproduceerd.
In 1951 kreeg het de status van arbeidersnederzetting en op 3 december 1979 -ondanks het feit dat de plaats minder dan 10.000 inwoners had- de status van stad, de ze echter op 15 april 2004 weer opgaf om zo in aanmerking te kunnen komen voor meer gelden vanuit het Russische federale budget.
Sinds 1935 bevindt het vulkanologisch onderzoeksstation van het instituut voor vulkanologie van de Verre-Oostelijke afdeling van de Russische Academie van Wetenschappen zich in de plaats. Nabij de plaats bevindt zich het testgebied Koera (onderdeel van de RVSN), waar de inslagen van ballistische raketten worden gemeten. Bij Kljoetsji bevindt zich tevens de Vliegbasis Kljoetsji.

## Bevolkingsontwikkeling
|                            |
| ■ Volkstelling ■ Schatting |